# Leuculopsis parvistriata
Leuculopsis parvistriata là một loài bướm đêm trong họ Geometridae.